# Estación de Noizay
La estación de Noizay es una estación ferroviaria francesa de la línea París - Burdeos, situada en la comuna de Noizay, en el departamento de Loir y Cher, en la región de Centro. Por ella circulan trenes regionales que unen Tours con Blois.

## Historia
Fue inaugurada por la Compagnie du chemin de fer de Paris à Orléans entre 1846 y 1850. En 1938 las seis grandes compañías privadas que operaban la red se fusionaron en la empresa estatal SNCF. Desde 1997 la gestión de las vías corresponde a la RFF mientras que la SNCF gestiona la estación.

## Descripción
La estación es un simple apeadero compuesto por dos andenes laterales y de dos vías. 

## Servicios ferroviarios

### Regionales
Los trenes regionales TER Centro enlazan Tours con Blois